# メンフィス動物園
メンフィス動物園（メンフィスどうぶつえん）は、アメリカ合衆国テネシー州メンフィス市にある動物園。

## 概要
メンフィス市のミッドタウン、オーバートンパーク内に存在する。1906年に開園した100年以上の歴史ある動物園で、70エーカーの土地に約500種の動物が飼育されている。

## ジャイアントパンダをめぐる問題
2003年、中華人民共和国から20年契約で2匹のジャイアントパンダの貸し出しを受けることとなった。ヤーヤーとローローと名付けられた2匹は動物園で飼育されたが、返還直前の2023年2月にローローが心疾患で死亡。中国国内では痩せ細り毛が抜けたように見えるヤーヤーの写真が出回り、動物虐待を受けているのではないかとする議論が巻き起こった。動物園側はヤーヤーが高齢に伴い皮膚病を患っていることを公表した上で、虐待を否定したが、2010年代から激しさを増した米中貿易戦争などを背景に米中間相互の不信感は増している状況にあり、議論は同年4月にパンダが中国に移送されるまで続いた。